# جيمس بويد وايت
جيمس بويد وايت (بالإنجليزية: James Boyd White)‏ هو ناقد أدبي وصحفي أمريكي، ولد في 1938.